# Benjamin Williams
Benjamin Jon Williams (nascido em 14 de abril de 1977) é um árbitro de futebol australiano. Ele também é professor de Educação Física na High School, em Belconnen Hawker, Canberra.
Ele tem sido um árbitro FIFA desde 2005. Foi selecionado para apitar na Liga dos Campeões da AFC 2007 e Liga dos Campeões da AFC de 2008.
Atualmente ele é um árbitro de elite da AFC.
Ele foi árbitro reserva na Copa do Mundo de Clubes da FIFA 2010 e árbitro na Copa da Ásia de 2011.